# Pavol Rankov

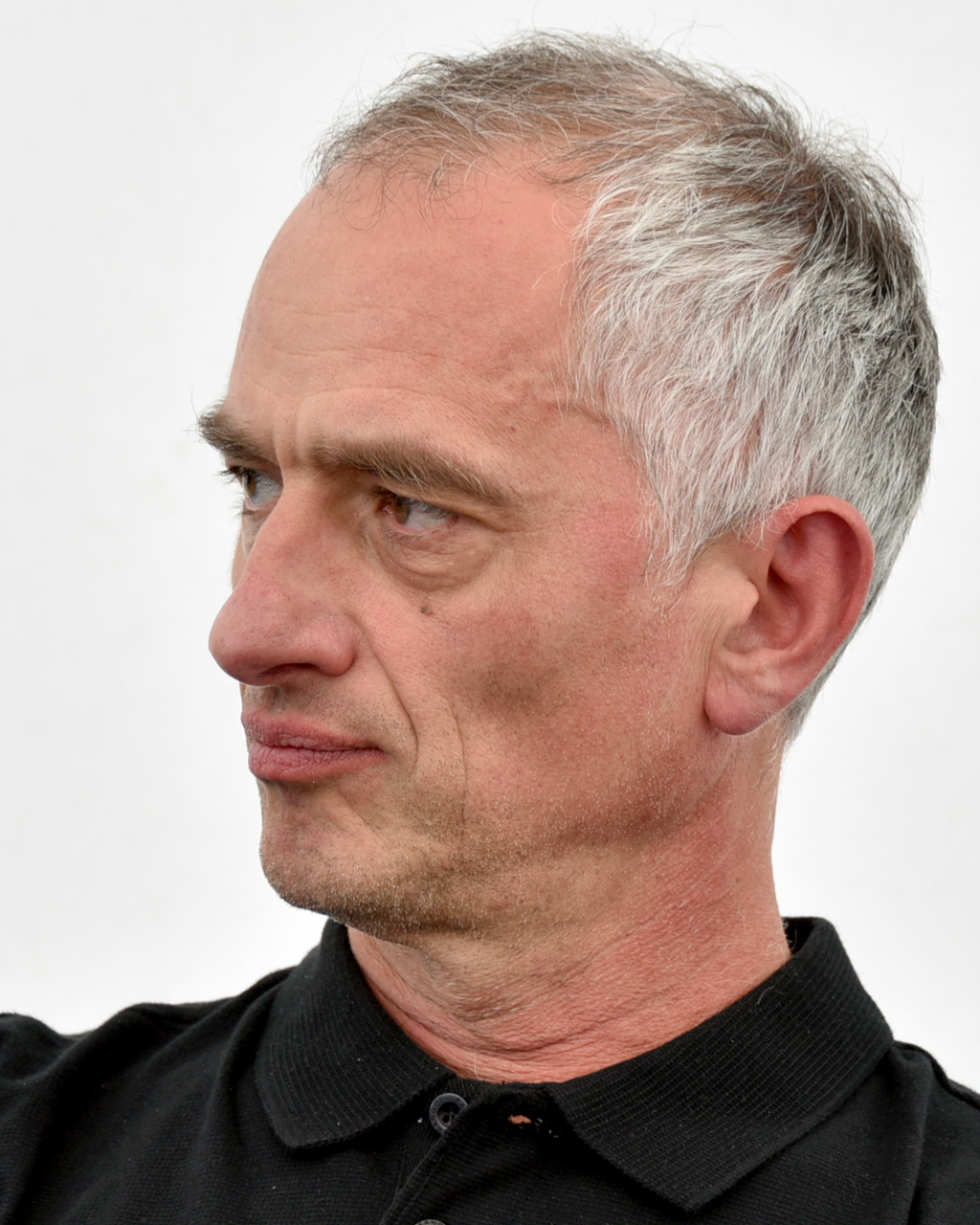
Pavol Rankov (2019)

Pavol Rankov (* 16. September 1964 in Poprad) ist ein slowakischer Schriftsteller.

## Leben
Rankov studierte von 1983 bis 1987 Bibliothekswissenschaften an der Comenius-Universität Bratislava. Anschließend arbeitete er von 1987 bis 1990 an der Slowakischen Nationalbibliothek in Martin und von 1991 bis 1992 in der Slowakischen Pädagogischen Bibliothek in Bratislava. Seit 1993 arbeitet er am Institut für Bibliothekswissenschaften und Wissenschaftsinformation an der Comenius-Universität Bratislava.
Als Schriftsteller debütierte er 1995 mit der Erzählsammlung S odstupom času. Sein Prosawerk umfasst inzwischen Erzählungsbände, Essays und Romane. Für seinen 2008 veröffentlichten Roman Stalo sa prvého septembra (alebo inokedy) („Es geschah am ersten September (oder ein andermal)“) erhielt er 2009 den Literaturpreis der Europäischen Union sowie 2014 den Mitteleuropäischen Literaturpreis Angelus der Stadt Breslau. Im Jahr 2020 wurde er außerdem mit dem Prix du livre européen ausgezeichnet. Dieser mehrfach ausgezeichnete Roman wurde bisher in 13 Sprachen übersetzt: Es gibt eine albanische, bulgarische, deutsche, englische, französische, italienische, kroatische, mazedonische, polnische, rumänische, ungarische und tschechische Ausgabe.
Zuletzt erschien im danubebooks Verlag auf Deutsch sein Roman Der Kleine Donaukrieg. Das slowakische Original war unter dem Pseudonym „Peter Pečonka“ erschienen.

## Werke

### Prosa
- S odstupom času. Koloman Kertész Bagala, Levice 1995.
  - Ot dalečinata na vremeto. Übersetzt von Nikolay Fenerski. Velike Tarnovo 2003.
- My a oni. 2001.
  - My a oni. EPUB und MOBI.
- V tesnej blízkosti. Koloman Kertész Bagala, Levice 2004.
  - Testkozelben. Übersetzt von Erika Horváth. AB Art Press, Bratislava 2005.
  - In unmittelbarer Nähe. Übersetzung aus dem Slowakischen von Roland Schmieger. Anthea, Berlin 2021.
- Stalo sa prvého septembra (alebo inokedy). Kalligram, Bratislava 2008.
  - Stalo se prvního září (nebo někdy jindy). Übersetzt von Miroslav Zelinský. Brno 2010 (Host - vydavatelství)[9]
  - Szeptember elsején (vagy máskor). Übersetzt von Tunde Mészáros. Kalligram, Bratislava 2011.
  - Dogodilo se prvoga rujna (i ne samo tada). Übersetzt von Maria Vuksanovič Kursar. Disput, Zagreb 2011.
  - Hadasa fi awal Ajlul. Übersetzt von Ghias Mousli. Dar Al Hiwar Publishing and Distributing, Lattakia 2011.
  - Zdarzyło się pierwszego września (albo kiedy indziej). Übersetzt von Tomasz Grabiński. Książkowe Klimaty, Wroclaw 2013.
  - Sluči se na prvi septemvri (ili v drug den). Übersetzt von Nikolay Fenerski. Verlag Ergo.
  - Se sluči na prvi septemvri. Übersetzt von Slavica Gažova. Ars Lamina, Skopje 2014.
  - Es geschah am ersten September (oder ein andermal). Übersetzt von Ines Sebesta. Wieser, Klagenfurt 2015.
  - S-a intamplat la intai septembrie (sau altcandva). Übersetzt von Helliana Ianculescu. Casa Cartii de Stiinta, Cluj-Napoca 2016.
  - Accadde il primo settembre (o un altro giorno). Übersetzt von Alessandra Mura. Safarà Editore, Pordenone 2017.
  - C´est arrivé un premier septembre. Übersetzt aus dem Slowakischen von Michel Chasteau. Gaïa Editions, Montfort-en-Chalosse 2019.
  - It Happened on the First of September (Or Some Other Time). Übersetzt von Magdalena Mullek. Slavica Pub, Bloomington 2020.
  - Ndodhi më 1 shtator (ose në njëkohë tjetër). Übersetzt von Adrian Beshaj. Ombra OVG, Tirana 2023.
- Az ido távlatából. Übersetzt von Annamária Tóth. Kalligram, Bratislava 2010.
- Matky. Edition Ryba, Pusté Úľany 2011.
  - Matky. Übersetzt von Jana Faschingbauerová. Host - vydavatelství, Brno 2013.
  - Majki. Übersetzt von Asen Milčev. Verlag Bezsmrtni misli, Sofia 2014.
  - Matere. Übersetzt von Diana Pungeršič. KUD Sodobnost International, Ljubljana 2014.
  - Matki. Übersetzt von Tomasz Grabiński. Książkowe Klimaty, Wroclaw 2015.
  - Materi. Übersetzt von Tetjana Okopna. Kiew 2016
  - Mütter. Der Weg der Wölfin durch den Gulag. Übersetzt aus dem Slowakischen von Ines Sebesta. Anthea, Berlin 2020, ISBN 978-3-89998-350-0.
- Bratyslawa jest mala (výber poviedok). Übersetzt von Tomasz Grabiński. Wroclaw 2011 (Oficyna Wydawnicza ATUT - Wroclawskie Wydawnictwo Oświatowe)
- Poviedky. Koloman Kertész Bagala, Levice 2012.
- Na druhej strane. ArtForum, Bratislava 2013.
- Svätý mäsiar zo Šamorína. ArtForum, Bratislava 2016.
  - Malá dunajská válka. Politický thriller z možné současnosti. Übersetzt von Petra Darovcová. Verlag Mladá fronta, Prag 2019.
  - Der Kleine Donaukrieg. Aus dem Slowakischen übersetzt von Slávka Rude-Porubská. Danube books, Ulm 2022, ISBN 978-3-946046-31-8.
  - A kis dunai háború avagy a somorjai szent mészáros és egyéb történetek. Übersetzt von Erika Vályi Horváth. Pesti Kalligram, Budapest 2023.[10]
- Miesta, čo nie sú na mape. Slovart Publishing, Bratislava 2017.
  - Túl a térképen. Übersetzt von Erika Vályi Horváth. Kalligram, Dunajská Streda 2020.
- Legenda o jazyku. Slovart Publishing, Bratislava 2018.
  - Legenda o jezyku. Übersetzt von Tomasz Grabiński. Książkowe Klimaty, Wroclaw 2020.
  -  Legenda o jazyku. Übersetzt von Petra Darovcová. Host - vydavatelství, Brno 2019.
- 45x Pavol Rankov. Reihe ExEdícia. Koloman Kertész Bagala, Levice 2021.
- Klinika. Koloman Kertész Bagala, Levice 2022.
- Normálny Peter, veľmi tehotná mama a dobrý samaritán. Spolok svätého Vojtecha, Trnava 2023.[11]
- On the Other Hand. Übersetzt aus dem Slowakischen von Magdalena Mullek. Terra Librorum, London 2024, ISBN 978-1-914987-04-5.

### Hörbücher
- Stalo sa prvého septembra (alebo inokedy) (CD MP3) Bratislava 2023 (Slovart Publishing)

### Fachliteratur
- Masová komunikácia, masmédiá a informačná spoločnosť, 2002
- Informačná spoločnosť, 2006

## Auszeichnungen
- 2009: Literaturpreis der Europäischen Union für Stalo sa prvého septembra (alebo inokedy)
- 2014: Mitteleuropäischer Literaturpreis Angelus für Stalo sa prvého septembra (alebo inokedy) in der polnischen Übersetzung
- 2020: Le Prix du livre européen 2020 für C’est arrivé un premier septembre